# Condes (Jura)
Condes – miejscowość i gmina we Francji, w regionie Burgundia-Franche-Comté, w departamencie Jura.
Według danych na rok 1990 gminę zamieszkiwały 53 osoby, a gęstość zaludnienia wynosiła 26 osób/km² (wśród 1786 gmin Franche-Comté Condes plasuje się na 690. miejscu pod względem liczby ludności, natomiast pod względem powierzchni na miejscu 1020.).